# Liste des abbesses de Saint-Georges de Rennes
L'abbaye Saint-Georges de Rennes est une ancienne abbaye bretonne fondée par le duc Alain III de Bretagne en 1032.

## Liste des abbesses
| N° | Dates     | Titulaire                        | Notes | Blason |
| -- | --------- | -------------------------------- | --- | ------ |
| 1  | 1032-1067 | Adèle Ire de Bretagne            | Fille du duc Geoffroi Ier et sœur d'Alain III. |        |
| 2  | 1067-1077 | Hodierne de Dinan                | Sœur d'Hamon, vicomte de Dinan, et de Jungoneus, archevêque de Dol                                                                                  |        |
| 3  | 1078-1084 | Tiphaine Ire                     | |        |
| 4  | 1085-1152 | Adèle II de Bretagne             | Fille du duc Hoël II |        |
| 5  | 1153-1164 | Adélaïde Ire de Mathefelon       | Fille de Thibaud de Mathefelon et de Marquize de Vitré                                                                                              |        |
| 6  | 1164-1169 | Étiennette Ire                   | |        |
| 7  | 1169-1181 | Adélaïde II de Vitré             | Fille de Robert II, seigneur de Vitré, et d'Emma de la Guerche                                                                                      |        |
| 8  | 1181-1203 | Étiennette II de Tinténiac       | |        |
| 9  | 1204-1209 | Jeanne Ire                       | |        |
| 10 | 1209-1213 | Tiphaine II                      | |        |
| 11 | 1213-1235 | Mathée (ou Matilde) de Corcop.   | |        |
| 12 | 1235-1250 | Alix Ire de Champagne            | |        |
| 13 | 1250-1270 | Agnès d’Erbrée                   | |        |
| 14 | 1270-1274 | Amice de Quédillac               | |        |
| 15 | 1274-1278 | Guiotte d’Erbrée                 | Sœur d'Hervé d'Erbrée, chevalier, et nièce de l'abbesse Agnès d'Erbrée,                                                                             |        |
| 16 | 1282-1294 | Jamette (Jeanne II des Boschaux) | |        |
| 17 | 1294-1317 | Catherine de Mathefelon          | Fille de Foulques III de Mathefelon, baron de Mathefelon et de Durestal, et d'Alix de Vitré, et sœur de Foulques IV de Mathefelon, évêque d'Angers  |        |
| 18 | 1317-1325 | Philippine Ire de Mathefelon     | Sœur de la précédente |        |
| 19 | 1325-1352 | Constance de Pontblanc           | Sœur de Guyon de Pontblanc, un des chevaliers qui s'illustra lors du combat des trente                                                              |        |
| 20 | 1354-1360 | Alix II de Mathefelon            | Fille de Thibaud de Mathefelon et de Luce de Goulaine                                                                                               |        |
| 21 | 1360-1364 | Jeanne III de Laval              | Fille de Guy IX de Laval, comte de Laval, et de Béatrix de Gavre                                                                                    |        |
| 22 | 1364-1378 | Marquize Ire de Rieux            | Fille de Jean II, seigneur de Rieux |        |
| 23 | 1378-1405 | Julienne du Guesclin             | fille de Robert II du Guesclin et de Jeanne de Malesmains, sœur de Bertrand Du Guesclin                                                             |        |
| 24 | 1406-1434 | Isabeau Turpin                   | De la maison de Turpin de Crissé |        |
| -  | → 1406    | Philippa de Saint-Pern           | élue en concurrence |        |
| 25 | 1434-1461 | Perrine Du Feu                   | |        |
| 26 | 1463-1485 | Olive de Quelen                  | |        |
| -  | → 1461    | Élisabeth Piédeloup              | en concurrence |        |
| 27 | 1486-1520 | Françoise Ire d'Espinay          | Fille de Richard seigneur d'Espinay et de Béatrix de Montauban,                                                                                     |        |
| 28 | 1520-1521 | Roberte Busson                   | Fille de Robert Busson, seigneur de Gazon et de Chevaigné, et de Magdeleine de la Chapelle-Raussouin, nièce et coadjutrice de la précédente abbesse |        |
| 29 | 1521-1522 | Perrette d'Espinay               | |        |
| 30 | 1522-1523 | Isabeau Hamon                    | |        |
| 31 | 1523-1526 | Marie de Kermeno                 | élue depuis 1523 |        |
| 32 | 1526-1534 | Jeanne IV de la Primaudaye       | |        |
| 33 | 1557-1572 | Jeanne V de Kermeno              | |        |
| 34 | 1572-1572 | Amice Buhoray                    | |        |
| 35 | 1572-1583 | Philippine II d'Espinay          | Fille de Guy III d'Espinay et de Louise de Goulaine. Son frère Charles d'Espinay fut évêque de Dol                                                  |        |
| 36 | 1583-1609 | Marquise II de Beaucaire         | |        |
| 37 | 1609-1663 | Françoise II de Lafayette        | |        |
| 38 | 1663-1688 | Magdeleine de Lafayette          | Coadjuteur depuis 1652. Présida à la construction en 1670 par Pierre Corbineau du nouveau Palais Saint-Georges                                      |        |
| 39 | 1688-1714 | Marguerite du Halgoët            | |        |
| 40 | 1715-1741 | Élisabeth d'Alègre               | |        |
| 41 | 1742-1779 | Judith de Chaumont-Quitry        | morte le 1er juin 1779 |        |
| 42 | 1779-1792 | Julie Barreau de Girac           | morte le 19 janvier 1794 |        |

## Sources
- Paul de la Bigne Villeneuve, Cartulaire de l’abbaye de Saint-Georges de Rennes 1876, extrait des Bulletins et Mémoires de la Société d'Archéologie du département d'Ille et Vilaine, tome IX, année 1875, p. 127-312.